# West Hanney
Pour l’article homonyme, voir East Hanney.
West Hanney est une paroisse civile et un village de l'Oxfordshire, en Angleterre.